# Philippe Borgeaud
Philippe Borgeaud est un helléniste et historien des religions suisse. Il est professeur ordinaire d'histoire des religions antiques à l'Université de Genève de 1987 à 2011. Ses travaux portent sur les religions de l'Antiquité et leur réception, sur l'historiographie de l'histoire des religions en tant que discipline scientifique ainsi que sur la comparaison en histoire des religions.

## Biographie
Philippe Borgeaud est le fils du linguiste et historien des religions Willy Borgeaud. Il est né à Bâle le 27 février 1946. Après avoir effectué sa maturité classique au collège de Saint-Maurice, en Valais, il étudie à la Faculté des lettres de l'université de Genève et obtient en 1970 une licence ès lettres en grec, histoire des religions, et langue et littérature françaises. En 1978, il soutient sa thèse de doctorat, sous la direction de Jean Rudhardt, intitulée Recherches sur le dieu Pan. En 1972-73, il étudie auprès de Mircea Eliade à l'université de Chicago, où il retourne en 1978-1982 en tant que boursier post-doctorant du Fonds national suisse de la recherche scientifique. Entre 1982 et 1987, il est chef de travaux à l'Unité d'histoire des religions de l'université de Genève, avant d'être nommé professeur ordinaire à partir de 1987. En 1985 et 2001, il est directeur d'études invité à l'École pratique des hautes études, 5e section (sciences religieuses). En 1996-1997, il est professeur invité par le Council of the Humanities et le Department of Classics de l’université de Princeton. Au printemps 2009, il est Kohut visiting Professor au Committee on Social Thought à l'Université de Chicago. En janvier-mars 2012, il est Visiting Professor au Department of Greek and Latin de l'Ohio State University. En juillet 2013, il est professeur invité à l’Université Renmin de Beijing.
Il est un membre fondateur de la Société suisse pour la science des religions (SSSR), qu'il a présidée de 1996 à 2000. Il est également membre fondateur de l'European Association for the Study of Religions (EASR).
Il est co-directeur de la collection "Histoire des religions" auprès des éditions Labor et Fides, Genève.
Il est membre fondateur de la Maison de l'histoire de l'Université de Genève.
Il a dirigé le programme de recherche FNS SINERGIA Acteurs de la fabrique des savoirs et construction de nouveaux champs disciplinaires, groupe A : De la construction d’une mémoire religieuse à l’histoire des religions.
Il a dirigé le programme de recherche Myth and Rites as Cultural Expression of Emotion du Swiss national priority Project on Affective sciences.
Philippe Borgeaud revient sur son parcours dans un texte autobiographique publié dans la revue toulousaine d'histoire ancienne, Anabases, intitulé « Maxima quaestio et semper incerta ».

## Publications

### Monographies
- Jouer avec les dieux, Genève, Édition du MIR ( Musée International de la Réforme), 2024.
- La pensée européenne des religions, Paris, Seuil, 2021.
- Exercices d'histoire des religions : Comparaison, rites, mythes et émotions, ed. Daniel Barbu and Philippe Matthey, Leiden, Brill, 2016.
- Avec Sara Petrella, Le singe de l’autre. Du sauvage américain à l’histoire comparée des religions, Genève/Paris, BGE/Éditions des Cendres, 2016.
- L'histoire des religions, Gollion, Infolio, 2013.
- Aux origines de l'histoire des religions, Paris, Seuil, 2004.
- Exercices de mythologie, Genève, Labor et Fides, 2004, 2015.
- La Mère des dieux. De Cybèle à la Vierge Marie, Paris, Seuil, 1996 (trad. anglaise Mother of the Gods, Baltimore, Johns Hopkins University Press, 2004).
- Recherches sur le dieu Pan, Rome, Institut suisse, Droz diffuseur, Bibliotheca Helvetica Romana XVII, 1979 (trad. anglaise The Cult of Pan in Ancient Greece, Chicago, The University of Chicago Press, 1988).

### Ouvrages collectifs
- La mémoire des religions, Genève, Labor et Fides, 1988.
- La mythologie du matriarcat : l'atelier de Johann Jakob Bachofen, Genève, Droz, 1999.
- Orphisme et Orphée en l’honneur de Jean Rudhardt, Genève, Droz, 1991.
- Avec Youri Volokhine, Les objets de la mémoire. Pour une approche comparatiste des reliques et de leur culte, Bern, Peter Lang, 2005.
- Avec Francesca Prescendi, Religions antiques. Une introduction comparée, Genève, Labor et Fides, 2008.
- Avec Thomas Römer and Youri Volokhine, Interprétations de Moïse. Égypte, Judée, Grèce et Rome, Leyde, E. J. Brill, 2009.
- Avec Anne-Caroline Rendu Loisel, Violentes émotions : approches comparatistes, Genève, Droz, 2009.
- Avec Doralice Fabiano, Perception et construction du divin dans l'Antiquité, Genève, Droz, 2013.
- Avec Daniel Barbu, Mélanie Lozat, Nicolas Meylan, Anne-Caroline Rendu Loisel, Le savoir des religions. Fragments d’historiographie religieuse, Gollion, Infolio, 2014.
- Daniel Barbu, Mélanie Lozat, Youri Volokhine, Mondes clos. Cultures et Jardins, Gollion, Infolio, 2013.